# Showrunner
Showrunner (ang. osoba kierująca serialem) – główny twórca serialu telewizyjnego, pełniący z reguły także funkcję scenarzysty lub producenta wykonawczego.
Showrunner decyduje o kształcie artystycznym serialu i odpowiada za cały proces jego powstawania poprzez zarządzanie wszystkimi zespołami i twórcami. W przypadku komedii i dramatów często jest również twórcą postaci i głównym scenarzystą. W filmie bezpośrednią kontrolę nad produkcją sprawuje reżyser, w telewizji showrunner stoi ponad reżyserami poszczególnych odcinków. Showrunner sprawuje pieczę nad całokształtem programu – najczęściej to on odbiera nagrodę dla najlepszego serialu, na niego również spływa największa fala krytyki (jak chociażby w przypadku Gry o tron).
Seriale emitowane przez wiele sezonów mogą mieć kilku showrunnerów, którzy po produkcji kilku serii odchodzą lub są zwalniani, jak w przypadku seriali Żywe trupy, Simpsonowie, Ostry dyżur, Prawo i porządek, Prezydencki poker, Nie z tego świata, Star Trek: Następne pokolenie czy Nowojorscy gliniarze.

## Charakterystyka
Tradycyjnie producent wykonawczy programu telewizyjnego był głównym wykonawcą, odpowiedzialnym za produkcję programu i decyzje kreatywne. Z czasem termin „producent wykonawczy” zaczął odnosić się do większej liczby ról – od osób zajmujących się pozyskiwaniem funduszy, po „aniołów stróżów”, dla których było to stanowisko honorowe, nie pełniły bowiem żadnych funkcji, a jedynie zapewniali dalsze środki finansowe. Termin showrunner został stworzony, żeby wyróżnić producenta, który sprawuje najwyższą kontrolę nad programem. W krajach anglojęzycznych mianem showrunnera jest osoba podpisana w napisach początkowych serialu jako created by („zostało stworzone”), co jednak bynajmniej nie oznacza całkowitej władzy nad projektem serialu ani że showrunnera można nazwać autorem serialu.
Pomimo że showrunnerzy nie są autorami w rozumieniu polityki autorskiej, narzucają swój charakterystyczny styl i przekazują określony światopogląd. Do przykładów należą wyrażający idee liberalne Aaron Sorkin (Prezydencki poker, 1999–2006; Newsroom, 2012–2014), realizator utworów o społecznych wyrzutkach Ryan Murphy (Glee, 2009-2015; American Horror Story, 2011) bądź współtwórca seriali o wojnie z terroryzmem Howard Gordon (24 godziny, 2001–2010, 2014; Homeland, 2014–2020). Showrunner nie jest tożsamy z autorem pierwszego odcinka serialu; przykładowo Bryan Fuller, choć nie reżyserował pilotów Hannibala (2013–2015) ani Gdzie pachną stokrotki (2007–2009), zachował w swoich produkcjach charakterystyczny, surrealistyczny styl. Bywa mimo to, że styl twórców pierwszego odcinka serialu jest zachowany przez późniejszych reżyserów, czego dowodzi przykład pilotów seriali Davida Finchera (House of Cards, 2013–2018) oraz Martina Scorsese (Zakazane imperium, 2010–2014).

## Historia
W Wielkiej Brytanii pojęcie showrunnera funkcjonuje od pierwszej dekady XXI wieku, najczęściej jest to scenarzysta albo osoba, która sprawuje pieczę nad całym procesem produkcji. Pierwszym brytyjskim serialem, przy którym użyto terminu showrunner, była Moja rodzinka, który w latach 2000–2011 miał łącznie pięciu showrunnerów. Pierwszym scenarzystą, którego wyznaczono na stanowisko showrunnera, był Tony McHale, scenarzysta i twórca Szpitala Holby City. Termin zyskał popularność po wznowieniu produkcji Doktora Who w 2005 roku przez Russella T. Daviesa.
Od 2017 roku Writers Guild of Canada przyznaje Showrunner Award w ramach corocznej ceremonii rozdania Canadian Screenwriting Awards. Pierwszym showrunnerem, któremu przyznano tę nagrodę, był Brad Wright, producent wykonawczy seriali Gwiezdne wrota i Gwiezdne wrota: Atlantyda.